# Воротынская, Мария Петровна
Мария Петровна Воротынская (урождённая княжна Буйносова-Ростовская) — русская княгиня из рода Воротынских (ум. 1628). Жена князя Ивана Воротынского, сестра жены царя Василия Шуйского — царицы Марии Буйносовой-Ростовской, которая стала её тезкой после переименования при заключении брака.

## Биография
Княжна Мария Буйносова-Ростовская происходила из рода князей Ростовских. Её отец — боярин Пётр Буйносов-Ростовский, мать носила имя Марии Ивановны.
Была выдана замуж за князя Ивана Воротынского — сына полководца «государева слуги» Михаила Воротынского. В 1610 году он стал членом временного правительства Семибоярщины. После изгнания польской интервенции, Иван Воротынский стал одним из кандидатов на царский престол.
От Ивана Мария имела сына Алексея (1610—1642) и дочь Екатерину Черкасскую.
В 1620-х годах жила с семьёй в селе Тихонова слобода при Успенской Тихоновой пустыни, вдали от политических дел.
21 июня 1627 года умер её муж Иван (в схиме Иона), а 3 мая 1628 года Мария Воротынская скончалась в Тихоновой пустыни. О её погребении свидетельствовала плита в монастырском некрополе, которая не сохранилась из-за частых перестроек.

### Сестра-тёзка
Её сестра — вторая жена царя Василия Шуйского царица Мария Буйносова-Ростовская. Согласно исследованиям Федора Успенского, княжна получила личное имя «Мария» в часть праздника «Собор пресвятой Богородицы и святого Иосифа Обручника» (26 декабря), в то время, как её сестра-царица изначально носила имя «Екатерина», и была переименована в «Марию», только став царицей.
То, что у Петра Буйносова-Ростовского оказалось две дочери по имени Мария, вызывает различные гипотезы, например, Таймасова считает, что царь Василий Шуйский был женат на обеих сестрах по очереди.

## Семья
- Супруг — князь Воротынский, Иван Михайлович
- Сын — князь Воротынский, Алексей Иванович
- Дочь —княгиня Черкасская, Екатерина Ивановна

## В культуре
Мария Воротынская является одним из персонажей историко-фантастического романа А. Кейна и И. Сагана «Дотянуться до престола».